# Jānis Zālītis
 (décembre 2021).
Si vous disposez d'ouvrages ou d'articles de référence ou si vous connaissez des sites web de qualité traitant du thème abordé ici, merci de compléter l'article en donnant les références utiles à sa vérifiabilité et en les liant à la section « Notes et références ».
Jānis Zālītis  (Nītaure, 12 février 1884 – Riga, 12 décembre 1943) est un  compositeur et critique musical letton. 

## Biographie
Jānis Zālītis naît à Nitaure et étudie avec l'organiste local Jānis Zalcmanis. En 1899, il s'installe à Riga où il étudie la musique sous la direction de la chanteuse Janis Cornetts, plus tard Emile Darzia et H. Seifrics. De 1904 à 1915, il étudie dans la classe d'orgue de Louis Homilius, puis obtient son diplôme du Conservatoire de Saint-Pétersbourg (1914). À partir de 1908, il étudie également la composition avec Jāzeps Vītols et dès 1910, il écrit ses premières critiques musicales, pour plusieurs journaux (Dzimtenes Vēstnesis, Latvija, Līdums, Baltija) et plus tard pour Jaunākās Ziņas (litt. « Dernières nouvelles ») le plus important et influent journal de l'époque.
Après la Guerre d'indépendance de la Lettonie, il est nommé directeur de l'Opéra national de Lettonie, successivement de 1919 à 1922, puis entre 1926 et 1927. À ce poste, il promeut la musique moderne. Il est l'auteur de nombreuses œuvres chorales et vocales, créées en grande partie sous l’influence de la poésie symbolique. Pendant la Seconde Guerre mondiale, il dirige l'école de musique de Riga. Il meurt d'une infection aiguë le 12 décembre 1943, à Riga.

## Œuvre
Jānis Zalītis laisse une quarantaine de chansons pour la voix souvent inspiré du folklore et quelques œuvres pour piano. Ses œuvres vocales sont lyriques et intensément spirituelles et font partie des trésors de la musique lettone. Environ la moitié de sa musique chorale est écrite jusqu'en 1918.
Les onze années pétersbourgeoises (entre 1904 et 1915), à la culture riche et stimulante, sont les plus productives. Il y suit la production artistique d'Alexandre Scriabine est représente son idéologie esthétique, avec les jeunes Igor Stravinsky, Sergueï Prokofiev et Nikolaï Miaskovski. Mais il y découvre également les compositions Claude Debussy, Maurice Ravel, Gustav Mahler, Arnold Schönberg et Béla Bartók
À côté de ses pièces chorales, certaines des pièces pour piano, miniatures, parfois à l'état de brouillons, ont été publiés par le musicologue letton Mart Hummal, dans les années 1980.

## Hommage
Une salle commémorative a été ouverte dans une maison de campagne du village de Lielupe (près de Jurmala), où le compositeur passait chaque été depuis 1923. En 1985, une plaque commémorative a été inaugurée.

## Discographie
- Albuma lapa ; Mazurkas en mi mineur et en sol bémol majeur ; Poēma ; Prelūdija ; Reminiscence ; Viegla jūsma ; Subtle Delight (« Délice Subtil »)  - Sergejs Osokins, piano (octobre 2017, Skani) (OCLC 1055161458) — dans The Three Osokins in Latvian piano music, avec d'autres œuvres de compositeurs lettons : Jānis Ivanovs, Pēteris Vasks et Jāzeps Vītols.

## Biographie
- Jānis Zālītis. Atmin̦ās un apcerēs, dienasgrāmatas lappusēs, vēstulēs [« Souvenirs et rêves, pages de journal, lettres »]. Riga, Zinātne, 1984. 185 p.